# Sitara Achakzaï
Sitara Achakzaï (ou Sitara Atschiksai dans la transcription germanophone) est une personnalité politique et une militante des droits des femmes, de double nationalité afghane et allemande, assassinée le 12 avril 2009 à Kandahar, dans le sud de l'Afghanistan, à l'âge de 52 ans. Ayant longtemps vécu en Allemagne, Achakzaï est également connue au Canada où vit une partie de sa famille.
Sitara Achakzaï est l'une des victimes emblématiques, comme Safia Amajan et Malalaï Kakar, d'un terrorisme taliban qui vise à éliminer les femmes de l’espace public, en Afghanistan et au Pakistan.

## Biographie
Sitara Achakzaï naquit en Afghanistan vers 1957, dans une famille pachtoune (Achakzaï, littéralement « les descendants d'Achak », est le nom d'une des branches de la tribu des Durrani). Elle reçut de son père une éducation relativement libérale, lui autorisant par exemple la pratique du vélo. Elle se conformait toutefois aux règles vestimentaires traditionnelles, une de ses amies de jeunesse, habillée à l'occidentale, ayant été tuée à côté d'elle. Devenue enseignante, elle quitta son pays natal dans les années 1980.
Alors que d'autres membres de la famille gagnaient le Canada, Sitara Achakzaï s'établit en Allemagne. Elle y rencontra son mari, Darweza, médecin et universitaire. À Bergisch Gladbach, elle anima avec lui une association qui travaillait pour l'alphabétisation, la formation et la création d'infrastructures dans la province de Kandahar, en collectant des fonds pour l'ouverture d'écoles et la scolarisation des enfants. Ayant pensé un moment à émigrer au Canada, le couple décida de retourner en Afghanistan pour participer à la reconstruction du pays après la chute du régime taliban, tout en laissant ses enfants en Allemagne.
Élue à l'assemblée provinciale, Sitara Achakzaï s'était plusieurs fois publiquement prononcée pour le travail des femmes et l'égalité des droits entre les sexes. Ces positions l'avaient conduite, en dernier lieu, à s'opposer à l'entrée en vigueur d'une loi sur le mariage chiite autorisant le viol conjugal. Par ailleurs elle continuait à se rendre régulièrement au Canada pour des visites à sa mère, à sa sœur et à ses neveux, établis dans la banlieue de Toronto.
C'est devant chez elle, à la descente du pousse-pousse qui la ramenait d'une réunion de l'assemblée provinciale, que Sitara Achakzaï a été tuée, à bout portant, par quatre hommes montés sur deux motos. Son garde du corps, non armé, n'a pu la protéger. Le meurtre a été immédiatement revendiqué par les talibans, qui ont simplement expliqué qu'elle n'avait pas un « bon passé ».

## Réactions internationales à son assassinat
Relayant la condamnation officielle prononcée le jour même par l'ambassadeur du Canada, la gouverneure générale Michaëlle Jean a exprimé son « accablement » en associant Sitara Achakzaï à Karine Blais, militaire des Forces canadiennes tuée le lendemain par un engin explosif dans la région de Shah Wali Kowt.
En Allemagne, Heidemarie Wieczorek-Zeul, ministre de la Coopération économique et du Développement, a condamné l'attentat « énergiquement », en invitant les autorités afghanes à tout faire pour en retrouver et en sanctionner les auteurs.